# Ghiacciaio Torii
Il ghiacciaio Torii è un ghiacciaio situato sulla costa del Principe Harald, nella Terra della Regina Maud, in Antartide. Il ghiacciaio, il cui punto più alto si trova a circa 1800 m s.l.m., si trova in particolare nei monti della Regina Fabiola, dove scorre verso nord-ovest fluendo tra i monti Goossens e Fukushima.

## Storia
Il ghiacciaio Torii è stato scoperto il 7 ottobre 1960 da una spedizione belga di ricerca antartica comandata da Guido Derom, che lo battezzò così in onore di Tetsuya Torii, un geochimico che comandò una spedizione di ricerca giapponese che avrebbe poi esplorato la zona nel novembre del 1960.